# مكاك دبي
المكاك ذو الذيل الجذعي (الاسم العلمي: Macaca arctoides)، ويسمى أيضًا المكاك الدب (بالإنجليزية: bear macaque)‏، هو نوع من المكاك يتبع جنس المكاك من فصيلة سعادين العالم القديم. موطنه جنوب آسيا وجنوب شرق آسيا. وفي الهند، يتواجد جنوب نهر براهمابوترا، في الجزء الشمالي الشرقي من البلاد. يمتد نطاقه في الهند من آسام وميغالايا إلى شرق أروناتشال براديش وناجالاند ومانيبور وميزورام وتريبورا. وهو في المقام الأول آكل للفاكهة، ولكنه يأكل العديد من أنواع النباتات، مثل البذور والأوراق والجذور، ويصطاد أيضاً حيوانات كالضفادع وبعض الحشرات.

## الوصف
يمتلك قرد المكاك ذو الذيل الجذعي فراء طويل وسميك بني داكن يغطي جسمه، أما وجهه وذيله القصير الذي يتراوح طوله بين 32 و69 سم فهما بدون شعر. يولد الصغار باللون الأبيض ويصبح داكناً عندما ينضجون. مع تقدمهم في السن، تتحول وجوههم ذات اللون الوردي أو الأحمر الفاتح إلى اللون البني أو قريباً من الأسود ويفقدون معظم شعرهم. الذكور أكبر حجماً من الإناث، ويبلغ طولهم 51.7 - 65 سم طويل ويزنون 9.7 - 10.2 كيلوجرام بينما يبلغ طول الإناث 48.5 - 58.5 سم بوزن 7.5 - 9.1 كيلوجرام. أنياب الذكور، والتي تعتبر مهمة لفرض الهيمنة اجتماعياً، تكون أكثر استطالة من أنياب الإناث. مثل جميع قرود المكاك، يحتوي هذا النوع على أكياس خدّ لتخزين الطعام لفترات قصيرة من الزمن.